# أبيل أزكونا
أبيل أثكونا (وُلد في 1 أبريل 1988) فنان إسباني متخصص بفنون الأداء. تتضمن أعماله تركيبات ومنحوتات وفنًا فيدويًا. يُعرف باسم «الطفل الرهيب» في الفن الإسباني المعاصر. تناولت أعماله الأولى الهوية الشخصية والعنف وحدود الألم، أما أعماله اللاحقة فكانت ذات طبيعة أكثر نقدية وسياسية واجتماعية.
عُرضت أعمال أثكونا في ترسانة البندقية، ومركز الفن المعاصر في مالقة، ومتحف بوغوتا للفن الحديث، ورابطة فنون هيوستن، ومتحف ليزلي لومان للفنون في نيويورك، وسيركولو دي بياس آرتيس في مدريد. عُرضت أعماله أيضًا في بينالي الفن الآسيوي في دكا وتايبيه، وبينالي ليوم، ومهرجان ميامي الدولي لفنون الأداء، وبينالي بنغلادش المباشر للفن. خصص متحف بوغوتا للفن المعاصر معرضًا استذكاريًا له في 2014.

## نشأته
وُلد أبيل أثكونا في 1 أبريل 1988، نتيجة حمل غير مرغوب فيه، في عيادة مونتيسا في مدريد، وهي مؤسسة كان يديرها مجتمع متدين. كانت متوجهة نحو الناس المعرضين لخطر الإقصاء الاجتماعي والتشرد. هوية أبيه مجهولة، وأمه، وهي مدمنة مخدرات وعاهرة اسمها فيكتوريا لوهان غوتيريث، هجرته في العيادة بعد ولادته بعدة أيام. أعطت الراهبات المولود الجديد لرجل يعرف أمه وأصر على أنه الأب، رغم أنه التقاها وهي حامل بالفعل وكان شريكها على نحو متقطع فقط. نشأ أثكونا بعد ذلك في مدينة بامبلونا مع هذا الرجل، الذي كان يدخل السجن ويخرج منه باستمرار، وعائلته، التي كانت غير منظمة ومرتبطة بتجارة المخدرات والجنوح.

اتسمت السنوات الأربع الأولى من حيات أثكونا بسوء المعاملة والإيذاء والهجران، بسبب أفراد مختلفين ضمن بيئته الأسرية، وحقيقة أنه سكن في مساكن متعددة، ما سبب العديد من المخاوف بشأن الحضانة من المؤسسات العامة للحماية الاجتماعية. نتيجة لهذا الوضع المتقلقل، لم تُسجل ولادته حتى بلغ الرابعة، في 1992، عندما تدخلت الرعاية الاجتماعية.
الطفل في حالة من الهجران التام، مع دلائل مرئية على الإيذاء والإهمال وسوء التغذية، وشهادات الجيران [...] تؤكد أن الطفل يجد نفسه آنًا بعد آن وحيدًا لأسابيع في المنزل، ما لا يلبّي أقل شروط صلاحية السُكنى.
- ملف الرعاية الاجتماعية في حكومة نافاري عن أثكونا، والذي نُشر كاملًا في أبيل أثكونا 1988-2018.
تعرفت شابة كاثوليكية من نافاري على أثكونا الرضيع عندما التقت الرجل الذي جلبه من عيادة مونتيسا في مدريد إلى بامبولنا في السجن، حيث كانت متطوعة، وكان ما يزال يقدم نفسه كذبًا بصفته الأب البيولوجي لأثكونا. كانت تنظم مجموعة كاثوليكية في أبرشية سانت فنسنت باول وكانت متطوعة مع مؤسسة كاريتاس الدولية. أدى هذا اللقاء في سجن التأديب إلى معمودية أثكونا في سن كبير على نحو غير اعتيادي، في أبرشية تقع أمام السجن، بناء على طلب المرأة التي صارت عرابته. كانت الابنة الكبرى لعائلة نبارية محافظة (لها ثلاث بنات)، وبدأت العائلة باستقبال أثكونا عندما كان في الرابعة من عمره –على فترات زمنية قصيرة وفي العطلات عادةً- بعد أن خرج الرجل من السجن وأدركوا تعاسة حال أثكونا. اهتموا به بصورة غير رسمية حتى عمر السادسة، وقتما طلبوا رعايته على أساس دائم. عندما كان في السادسة، ساء حال عائلة الرجل وسُحبت الحضانة. بدأت معالجة طلب التبني، وتبنته البنت الكبرى رسميًا في عمر السابعة. تدخلت العائلة أيضًا ليجري قبوله في المدارس الكاثوليكية التي ارتادتها بناتها. ومع ذلك، عانى مشكلات في التأقلم مع العائلة والمدرسة، ما تجلى في حوادث سرقة وعنف في المدرسة حتى طُرد في عمر الثالثة عشرة.

## اسمه
على امتداد حياة أبيل أثكونا، عُرف رسميًا بأسماء مختلفة: أبيل لوهان غوتيريث، وأبيل دافيد ليبريهو غونثاليث، وأبيل دافيد أثكونا ماركوس، ودافيد أثكونا ماركوس، وأبيل دافيد أثكونا إيما. اختارت أم أثكونا البيولوجية اسم أبيل، وعندما كانت تسجله في عيادة مونتيسا على أنه ابنها، سمته أولًا أبيل لوهان غوتيريث، مستخدمةً كلا اسمي عائلتها. لم يُسجل الطفل في السجل المدني حتى بلغ الرابعة من عمره، ونظرًا لأن أمه هجرته، اعتنى شريكها بالطفل وسجله باسم أبيل دافيد ليبريهو غونثاليث، مستخدمًا ألقابه، وهذه هي أول الألقاب التي ظهرت قانونيًا. منذ ذلك الوقت فصاعدًا، في مختلف السجلات والوثائق، كما في المدرسة، يظهر اللقب الثاني على أنه رابوسو، وهو لقب الشريك الجديد للرجل. جرى تبنيه في عمر السابعة وصار معروفًا بأبيل دافيد أثكونا إيما، بعد أن أخذ لقب أمه بالتبني. رفضت العائلة المتبنية استخدام اسم أبيل، وذلك لأنه يحمل ضمنًا صلة بأمه البيولوجية، لذا سموه دافيد. في سن الخامسة عشرة، تبنى أثكونا زوجُ أمه بالتبني، ليصير أبيل دافيد ماركوس أثكونا (آخذًا لقبه)، وبعد الموافقة على عملية عائلية لعكس اسم عائلته، عاد «أثكونا» لكونه اسم عائلته، وصار اسمه القانوني أبيل دافيد أثكونا ماركوس. في عمر العشرين، قرر إزالة اسم دافيد، نظرًا لأن علاقة لم تعد تجمعه بعائلته المتبنية، وبدأ باستخدام أبيل ثانية، إكرامًا لأمه البيولوجية ورد فعل على القيود التي شعر بها مع الاسم القديم.

## أعماله الأولى
أٌقيمت عروض الأداء الأولى لأثكونا في شوارع بامبلونا في 2005 وقتما كان طالبًا في كلية فنون بامبلونا. تمتعت كلها بروح نقدية وكانت موضوع استنكار. في خلال هذه السنوات الأولى، حول أثكونا تجاربه المؤلمة إلى أعمال فنية. في 2011 و2012، بدأت أعماله الفنية بتحقيق أهمية أكبر، لكنه أُدخل في 2012 إلى عيادتين نفسيتين، واحدة في برشلونة والثانية في بامبلونا، حيث بقي لبعض الوقت لمعاناته بعض المشكلات العقلية العميقة ومحاولة انتحار جدية. عندما خرج من المركزين، أجرى عرض أداء، عاريًا بالكامل وجالسًا على كرسي، ليعرقل حركة السير في أحد شوارع بامبلونا الرئيسة. منذ هذه الحادثة، كان يجري بعض الأعمال في الشوارع دوريًا، كلها بنفس الروح النقدية ونية الاستنكار، بموضوعات كالهجران والعنف والهوية والجنسانية. اعتُقل في مناسبات شتى بسبب ذلك.
اتسم تبني أثكونا بحالات معقدة وافتقار إلى الارتباط بالعائلة، حتى هجرها هجرًا قاطعًا عندما كان في الثامنة عشرة. عاد بعد ذلك إلى مدريد ليعيش فقيرًا في الشوارع لسنتين تقريبًا. في خلال هذا الوقت كان يرتكب الجريمة بين الحين والآخر ويمارس الدعارة، لكنه أقام أعمالًا فنية في شوارع مدريد أيضًا.